# Postnord

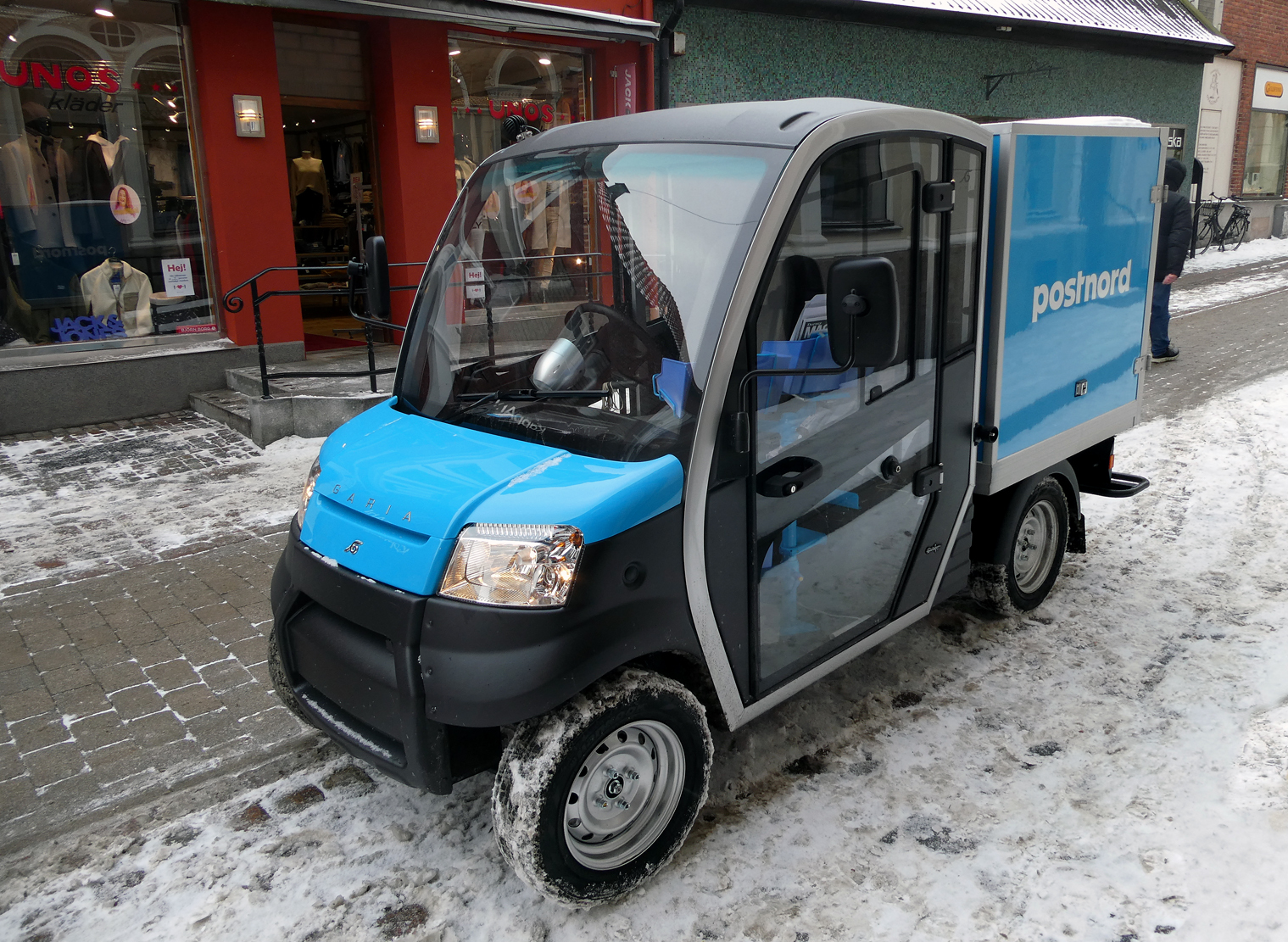
Ein elektrisches Postfahrzeug von Swedish Postnord in Ystad, 2021

Postnord ist ein schwedisch-dänisches Logistikunternehmen. Es entstand 2009 durch Zusammenschluss der schwedischen Posten mit der dänischen Post Danmark zur Posten Norden, die 2011 in Postnord (Eigenschreibweise PostNord) umbenannt wurde. Postnord hatte im Jahr 2015 rund 5300 Verkaufsstellen. Sitz des Unternehmens ist Solna, Provinz Stockholm.
Holdinggesellschaft des Postnord-Konzerns ist die PostNord AB. Der schwedische Staat hält 60, der dänische 40 Prozent der Anteile dieser Aktiengesellschaft. Die Stimmrechte sind im Verhältnis 50/50 zwischen den Eigentümern verteilt. Das Unternehmen transportierte 2014 530 Millionen Briefe und 120 Millionen Pakete an 25 Millionen private Empfänger und 2 Millionen Firmen im Norden Europas.
Post Danmark, die weiterhin als eigenständiges Unternehmen im Postnord-Konzern existiert, kooperiert seit 2012 mit La Poste sowie DPD. Im Jahr 2015 schloss auch Postnord einen tiefergehenden Kooperationsvertrag mit der DPDgroup und transportiert damit DPD-Sendungen in Dänemark, Schweden, Norwegen und Finnland mitsamt der Verwendung des DPD-Logos.
Briefverkehr gibt es in Dänemark, im Vergleich etwa zu Deutschland, aufgrund der nahezu vollständigen Digitalisierung von Prozessen der öffentlichen Verwaltung und zwischen Unternehmen und Kunden nur noch in Ausnahmefällen, etwa beim Versand von Dokumenten nach Deutschland oder beim Versand von Urlaubspostkarten; seit der Einführung von Systemen wie der CPR-Nummer, der MitID und darauf aufbauenden Prozessen werden Dokumente in aller Regel im PDF-Format auf ein Online-Konto zugestellt. Die dänische Regierung traf 2023 eine neue Postvereinbarung, die PostNord seit dem Jahr 2024 seine besondere Rolle im Postmarkt entzogenen und stattdessen die Briefzustellung in Dänemark dem freien Markt überlassen hat; diese Vereinbarung beendete die staatliche Finanzierung von PostNord für die Briefzustellung und folgte den bereits bei Paketzustellungen angewandten Vereinbarungen. Im März 2025 kündigte Postnord an, die Briefzustellung in Dänemark zum Jahresende einzustellen. Etwa 1500 Arbeitsplätze werden diesbezüglich gestrichen. Dänemark sei eines der am stärksten digitalisierten Länder der Welt, die Zahl der versendeten Briefe sei seit dem Jahr 2000 um 90 Prozent gesunken. Deshalb wolle man sich in Zukunft auf die Zustellung von Paketen konzentrieren.

## Kritik
Die Zusammenlegung der dänischen und der schwedischen Post führte zu einer Verschlechterung der Postdienstleistungen in Dänemark und zu einer drastischen Erhöhung des Porto. Die Zahl der Briefkästen in Dänemark reduzierte sich von 10.000 im Jahr 2010 auf 7000 im Jahr 2016 mit weiter abnehmender Tendenz. Der preiswerteste Brief im Inland, der erst nach 5 Werktagen zugestellt wird, kostet 25 DKK (ca. 3,35 EUR), der billigste Schnellbrief (Quickbrev) mit Zustellung am nächsten Werktag kostet 35 DKK (ca. 4,70 EUR). Taxiert werden die Briefe ab 100 g, es gibt keine Ermäßigung für leichtere Briefe oder Postkarten (Stand Anfang 2024). Eine Postkarte von Dänemark nach Deutschland kostet 50 DKK (ca. 6,70 EUR). In umgekehrter Richtung berechnet die Deutsche Post AG 1,25 EUR.
Im Jahr 2017 wurden bei Postnord etwa 4000 Mitarbeiter entlassen.